# Tres milagros (serie de televisión mexicana)
Tres Milagros es una serie de televisión dramática mexicana producida por Sony Pictures Television y Teleset para TV Azteca en 2018. Es la cuarta adaptación televisiva de la novela Cuando quiero llorar no lloro, del escritor Miguel Otero y a la vez está basada en la serie de televisión colombiana del mismo nombre, que fue adaptada por Carlos Duplat y Luz Mariela Santofimio. La producción inició el 5 de mayo de 2017. Se estrenó por Azteca Uno el 2 de marzo de 2018 en sustitución de El César, y finalizó el 25 de mayo del mismo año.
Esta protagonizada por Fátima Molina, Marcela Guirado, Alexa Martín y Joaquín Ferreira.

## Trama
La historia sigue la vida de tres jóvenes que terminan uniéndose a sus destinos gracias a una profecía, la profecía dice: "Cuando Milagros se encuentre con Milagros y Milagros, el amor de Milagros y Milagros morirán". El 18 de septiembre de 1985 nacen tres niñas bautizadas con el mismo nombre: Milagros Cruz (Fátima Molina), Milagros Rendón (Alexa Martín) y Milagros Valdepeña (Marcela Guirado). El jaguar de Catemaco logra ver la conexión entre las tres chicas. y para su propia tristeza anticipa una profecía. Lo que hará que las tres chicas comiencen sus vidas y ambas se enamoren del mismo hombre (Joaquín Ferreira), pero solo una de ellas morirá.

## Reparto

### Reparto principal
- Fátima Molina como Milagros Cruz Guzmán "Nikita"
- Alexa Martín como Milagros Rendón García
- Marcela Guirado como Milagros Valdepeña Treviño "Milú"
  - María José Mariscal como Milagros Valdepeña Treviño (niña)
- Joaquín Ferreira como Fernando Rendón
- Brandon Peniche como Aquiles Suárez[8]
- Cuauhtli Jiménez como José María Castro "El Chemo"
- Lucas Bernabé como Marcelo Treviño
- Gerardo Taracena como Julián Cruz
- Carlos Corona como Tomás Rendón
- Luis Caballero como Ricardo Valdepeña
- Marissa Saavedra como Daniela García de Rendón
- Montserrat de León como Prudencia Guzmán de Cruz
- Paula Serrano como Roberta Treviño de Valdepeña
- Giovanna Zacarías como Celina
- Mercedes Olea como Carmelita vda. de Rendón
- Sandra Kai como Ivonne Treviño
- Shalim Ortiz como Bryan
- Regina Reynoso como Nayeli Cruz Guzmán
- Marco León como Salvador Rendón
- Axel Alcántara como El Tripas
- Yany Prado como Luz María "La Negra"
- Marcela Alcaraz como Camila Ibargüengoitia Treviño
- Héctor Holten como Álvaro Treviño
- Cristina Campuzano como Reina Delgadillo
- Leticia Pedrajo como Sra. Treviño
- Sharis Cid como Graciela

### Reparto recurrente
- Rodrigo Urquidi como Rojas
- Jesús Castro Ponce como Valentino
- Diana Santos como Triana
- Harding Jr. como Tsunami
- Briggitte Beltrán como Maritza
- Bárbara Singer como Jessica
- Álex Garza como la Teniente Yolanda Sánchez[9]
- Vladimir Bruciaga como Ramiro
- Sergio Gutiérrez Osorio como El Uñas
- José Alfaro como Mandril
- Roberto Leyva como El Sombras
- Arturo Peniche como Ulises Suárez[10]

## Audiencia
| Temporada | Episodios | Primera emisión     | Primera emisión      | Última emisión     | Última emisión       | Prom. de espectadores (millones) |
| Temporada | Episodios | Fecha               | Audiencia (millones) | Fecha              | Audiencia (millones) | Prom. de espectadores (millones) |
| --------- | --------- | ------------------- | -------------------- | ------------------ | -------------------- | -------------------------------- |
| 1         | 55        | 12 de marzo de 2018 | 0.93                 | 25 de mayo de 2018 | 0.99                 | 0.82                             |

## Episodios
| N.º en serie | N.º en temp. | Título                                                                                | Fecha de emisión original | Audiencia (millones) |
| ------------ | ------------ | ------------------------------------------------------------------------------------- | ------------------------- | -------------------- |
| 1            | 1            | «Nacimiento»                                                                          | 12 de marzo de 2018       | 0.93                 |
| 2            | 2            | «Julián encuentra a su hija»                                                          | 13 de marzo de 2018       | 0.78                 |
| 3            | 3            | «Nueve años después»                                                                  | 14 de marzo de 2018       | 1.0                  |
| 4            | 4            | «El destino está por alcanzar a las Tres Milagros»                                    | 15 de marzo de 2018       | 0.86                 |
| 5            | 5            | «Episodio 5»                                                                          | 16 de marzo de 2018       | 0.75                 |
| 6            | 6            | «Episodio 6»                                                                          | 19 de marzo de 2018       | 0.74                 |
| 7            | 7            | «Episodio 7»                                                                          | 20 de marzo de 2018       | 0.98                 |
| 8            | 8            | «Episodio 8»                                                                          | 21 de marzo de 2018       | 0.90                 |
| 9            | 9            | «Episodio 9»                                                                          | 22 de marzo de 2018       | 0.77                 |
| 10           | 10           | «Episodio 10»                                                                         | 23 de marzo de 2018       | 0.73                 |
| 11           | 11           | «Episodio 11»                                                                         | 26 de marzo de 2018       | 0.94                 |
| 12           | 12           | «Episodio 12»                                                                         | 27 de marzo de 2018       | 0.76                 |
| 13           | 13           | «Episodio 13»                                                                         | 28 de marzo de 2018       | 0.87                 |
| 14           | 14           | «Episodio 14»                                                                         | 29 de marzo de 2018       | 0.63                 |
| 15           | 15           | «Episodio 15»                                                                         | 30 de marzo de 2018       | 0.78                 |
| 16           | 16           | «Episodio 16»                                                                         | 2 de abril de 2018        | 0.87                 |
| 17           | 17           | «Episodio 17»                                                                         | 3 de abril de 2018        | 0.79                 |
| 18           | 18           | «Episodio 18»                                                                         | 4 de abril de 2018        | 0.75                 |
| 19           | 19           | «Episodio 19»                                                                         | 5 de abril de 2018        | 0.80                 |
| 20           | 20           | «Episodio 20»                                                                         | 6 de abril de 2018        | 0.83                 |
| 21           | 21           | «Episodio 21»                                                                         | 9 de abril de 2018        | 0.97                 |
| 22           | 22           | «Episodio 22»                                                                         | 10 de abril de 2018       | 0.86                 |
| 23           | 23           | «Episodio 23»                                                                         | 11 de abril de 2018       | 0.86                 |
| 24           | 24           | «Episodio 24»                                                                         | 12 de abril de 2018       | 0.78                 |
| 25           | 25           | «Episodio 25»                                                                         | 13 de abril de 2018       | 0.78                 |
| 26           | 26           | «Episodio 26»                                                                         | 16 de abril de 2018       | 0.80                 |
| 27           | 27           | «Episodio 27»                                                                         | 17 de abril de 2018       | 0.76                 |
| 28           | 28           | «Episodio 28»                                                                         | 18 de abril de 2018       | 0.78                 |
| 29           | 29           | «Episodio 29»                                                                         | 19 de abril de 2018       | 0.75                 |
| 30           | 30           | «Episodio 30»                                                                         | 20 de abril de 2018       | 0.84                 |
| 31           | 31           | «Milagros y el comandante Aquiles se besan»                                           | 23 de abril de 2018       | 0.71                 |
| 32           | 32           | «¿Chemo y Nikita lograrán casarse?»                                                   | 24 de abril de 2018       | 0.68                 |
| 33           | 33           | «¡Llegó el día! Nikita y Chemo están listos para casarse ¿vencerá el amor o el odio?» | 25 de abril de 2018       | 0.92                 |
| 34           | 34           | «Nikita y Milagros sufren por la misma razón»                                         | 26 de abril de 2018       | 0.87                 |
| 35           | 35           | «Nikita está sedienta de venganza y Milú lucha para impedir la profecía»              | 27 de abril de 2018       | 0.82                 |
| 36           | 36           | «Nikita pagará caro por su venganza y Milagros busca a un asesino»                    | 30 de abril de 2018       | 0.78                 |
| 37           | 37           | «Milagros lo arriesga todo por conocer la verdad y Milú va por el triunfo»            | 1 de mayo de 2018         | 0.75                 |
| 38           | 38           | «Nikita la pasa muy mal en prisión y Milagros está cerca de la verdad»                | 2 de mayo de 2018         | 1.0                  |
| 39           | 39           | «Nikita encuentra a su ángel en prisión y Milagros la libra»                          | 3 de mayo de 2018         | 0.91                 |
| 40           | 40           | «Milú se mete en problemas y Fernando ve a Milagros»                                  | 4 de mayo de 2018         | 0.90                 |
| 41           | 41           | «A pesar de la sangre que los une, Milagros y Fernando defienden su amor»             | 7 de mayo de 2018         | 0.70                 |
| 42           | 42           | «Fernando le rompe el corazón a Milagros y la angustia consume a Nikita»              | 8 de mayo de 2018         | 0.85                 |
| 43           | 43           | «Fernando arruina la graduación de Milagros...¿saldrá de prisión, Nikita?»            | 9 de mayo de 2018         | 0.87                 |
| 44           | 44           | «Milú se aferra y pide ayuda de un brujo, y Nikita prepara su fuga»                   | 10 de mayo de 2018        | 0.72                 |
| 45           | 45           | «Milú logra entrar a prisión para ver a Nikita y Milagros cae en manos de criminales» | 11 de mayo de 2018        | 0.85                 |
| 46           | 46           | «Nikita está libre y, Milú... ¿embarazada de Fernando?»                               | 14 de mayo de 2018        | 0.84                 |
| 47           | 47           | «Aquiles le pide matrimonio a Milagros ¿dejará a Fernando en el pasado?»              | 15 de mayo de 2018        | 0.76                 |
| 48           | 48           | «Nikita, Milagros y la Reina en ¿la fantasía cumplida de Fernando?»                   | 16 de mayo de 2018        | 0.84                 |
| 49           | 49           | «¡Milú ya no puede ocultar su embarazo! y Nikita se reconcilia con su madre»          | 17 de mayo de 2018        | 0.73                 |
| 50           | 50           | «Las Tres Milagros están dispuestas a todo por Fernando»                              | 18 de mayo de 2018        | 0.78                 |
| 5152         | 51           | «Fernando deja devastadas a dos Milagros y deja a otra ilusionada»                    | 21 de mayo de 2018        | 0.82                 |
| 5354         | 52           | «Milagros vuelve con Aquiles y Fernando las reúne en el mismo lugar a todas»          | 22 de mayo de 2018        | 0.81                 |
| 5556         | 53           | «Fernando le propone matrimonio a ¿Milú? y Nikita sufre por su madre»                 | 23 de mayo de 2018        | 0.89                 |
| 5758         | 54           | «La Reyna prepara un sangriento regalo para la boda de Fernando y Milú»               | 24 de mayo de 2018        | 0.72                 |
| 5960         | 55           | «Las Milagros se encuentran en la boda de Milú y Fernando, ¿Quién morirá?»            | 25 de mayo de 2018        | 0.99                 |